# قمة المنارة
قمة المنارة جبل يعلو 1796م في اسبانيا.

## الجغرافية
يقع الجبل في مقاطعة البسيط في الجزء الجنوبي من مجتمع الحكم الذاتي في قشتالة والمنشف. إنها أعلى قمة في جبل الكرز ويمكن رؤيتها من جزء كبير من المقاطعة. يمكن الوصول إلى القمة من خلال مسارات المشي لمسافات طويلة على الوجوه المختلفة للجبل. يمرون بشكل أساسي عبر غابات الصنوبر بارتفاع يراوح من 1000 إلى 1600 متر فوق مستوى سطح البحرأما الجزء الأخير من المشي لمسافات طويلة يكون عبر التضاريس المفتوحة.